# Gaspard Lieb
Pour les articles homonymes, voir Lieb.
 (décembre 2022).
Gaspard Lieb, né en 1975 à Créteil, dans le Val-de-Marne, est un créateur d'art urbain français. Après des études de philosophie et d'esthétique, il commence à coller sur les murs des villes des figures poétiques, le plus souvent humaines, et toujours éphémères. Ces premières actions semblent datées de 2010. Il s'agit  souvent pour lui de peupler la ville de personnages afin de créer des rencontres poétiques au détour des rues.
Il reproduit ses dessins sur des lés de papier de plus ou moins grands formats qu'il colle ensuite sur les murs de la ville,,,. Il vit et intervient dans l'agglomération de Rouen. En 2015, il participe à l'exposition Flaubert dans la ville pour laquelle il installera près de 200 m2 de dessins illustrant  des  citations de l'écrivain normand. En 2016, il participe à Rouen impressionnée, et installera par la suite de très grand formats sur le Musée Flaubert, le conservatoire ou à l'office de Tourisme, de cette même ville. Son œuvre a pu également être observée à Paris, Berlin, Dieppe, Mantes-la-Jolie (Yvelines), Fauville-en-Caux (Seine-Maritime),,. En parallèle de ses grands formats pour des institutions, il continue son activité de collages sauvages et installe parfois en pleine rue des murs de paroles afin de permettre à chacun de s'exprimer librement dans l'espace public.

## Incendie de Lubrizol
Son travail a notamment été remarqué par des médias nationaux après l'incendie de l'usine Lubrizol à Rouen, en Seine-Maritime, le 26 septembre 2019,,,. Après l'incendie, l'artiste urbain colle spontanément, sur la vitrine d'une ancienne boulangerie, située au numéro 77 de la rue d'Elbeuf à Rouen, une jeune femme portant un masque à gaz,. Il renouvellera ce même collage, en très grand format, au cœur de la ville, un an après la catastrophe industrielle, dans une optique toujours politique, en parallèle d'une manifestation publique. Nombre de ces dessins proposent aujourd'hui un message plus militant. Ainsi installera-t-il, avec une certaine ironie, une représentation monumentale de La Chute d'Icare sur la façade d'une école d'ingénieur - l'INSA de Rouen,.

## Street Art du confinement - l'art du balcon
Pendant le confinement mise en place durant l'épidémie de COVID, en 2020, ne pouvant sortir de chez lui, Gaspard Lieb a projeté de la fenêtre de son bureau une série de dessins sur les immeubles d'en face. Ces "collages " furent de lumière, bien plus éphémères encore que d'habitude. Malgré cela, ces projections se retrouvèrent reproduites dans plusieurs ouvrages, dont Street Art Contexte(s) Tome2 d'Olivier Landes, ou Les murs du confinement : street art et covid 19 de Marie Christian et Cyrille Benhamou, ainsi que dans quelques médias nationaux,,.